# Coenaculum
Coenaculum ist ein Wort mit vielen verschiedenen Bedeutungen. Bereits das aus dem Lateinischen stammende Wort „cenaculum“ hat unterschiedliche Bedeutungen: Speisezimmer (oft im oberen Stock gelegen), Obergeschoss, Dachgemach, Abendmahlsraum. Es wird gelegentlich auch für das heilige Abendmahl selbst verwendet.

## Speisezimmer, Treffen oder Gebetsort
Das im Deutschen verwendete Wort „Zönakel“ wurde von Klöstern für das Speisezimmer (auch Refektorium) verwendet, außerdem benutzen religiöse Gruppen diesen Begriff im Sinne von „Gebetstreffen“ oder für „spirituelle Treffen für einen geschlossenen Teilnehmerkreis“ (z. B. Familien-Zönakel, Priesterzönakel) oder für einen Ort des Gebets oder der Aussendung in die Welt.

## Abendmahlsaal in Jerusalem
Das Wort Coenaculum oder Zönakulum bezeichnete demgegenüber in der Praxis eher den in der Bibel erwähnten (historischen) Raum des letzten Abendmahls (Abendmahlssaal), sowie des Pfingstereignisses, also der Aussendung durch den Heiligen Geist.

## Coenaculum bei den Pallottinern
Der Heilige Vincenzo Pallotti hat das Treffen der Jerusalemer Urgemeinde malen lassen. Die Gemeinschaft der Pallottiner versteht unter „Coenaculum“ in erster Linie den Abendmahlsaal und diesen wiederum als Sinnbild dafür, dass alle Christinnen und Christen, alle getauften Männer und Frauen – also mit und ohne besondere Weihen – mit dem Geist Gottes ausgesandt wurden, also Christus nachfolgen sollen, aufbrechen und Apostel und Apostelinnen sein sollen. Die Pallottiner in Konstanz bezeichnen mit Coenaculum aber beispielsweise auch ihr „Haus der Stille und des kontemplativen Gebets“, also einen Versammlungsort.